# Wassertrogsperre

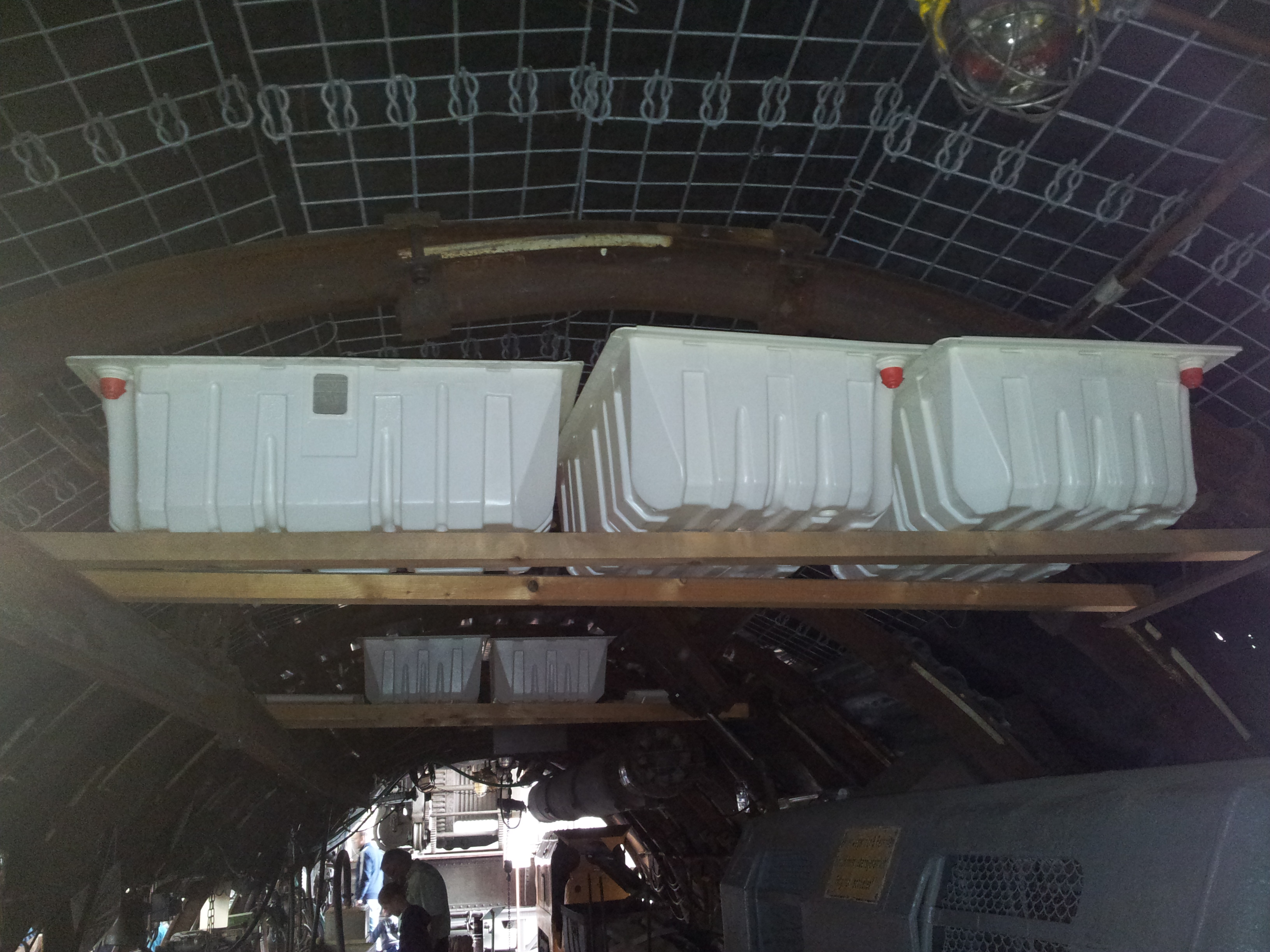
Eine Wassertrogsperre in einer Anschauungsstrecke im Bergbaumuseum Ibbenbüren

Eine Wassertrogsperre ist eine aus wassergefüllten Trögen hergestellte Explosionssperre für den Bergbau unter Tage. Wassertrogsperren sind selbstständige Schutzsysteme. Sie dienen dazu, das Ausmaß einer Schlagwetterexplosion oder einer Kohlenstaubexplosion einzudämmen. Wassertrogsperren werden regelmäßig auf ihren Füllstand überprüft.

## Grundlagen und Geschichtliches
Bei einer Explosion eilt die Druckwelle den Explosionsflammen immer voraus. Das hat zur Folge, dass es zu einer Kettenreaktion kommen kann, wenn die Explosionsübertragung durch die erste Explosion nicht unterbrochen wird. Die ersten Wassertrogsperren, aus hölzernen mit Wasser gefüllten Kästen, wurden bereits in der Mitte des 20. Jahrhunderts im österreichischen Bergbau erfolgreich eingesetzt. In der zweiten Hälfte des 20. Jahrhunderts wurde die Wirksamkeit von Wassertrogsperren durch eine Vielzahl von Versuchen im Untertagebereich getestet. Dabei wurden in mehreren Bergwerken und Versuchsgruben Explosionsversuche durchgeführt. Dabei wurden unterschiedliche Arten von Sperren auf ihre Wirksamkeit untersucht.

## Aufbau
Für die Errichtung von Wassertrogsperren gelten bestimmte Vorschriften, diese sind in der Europanorm EN 14591-2-2007 geregelt. Die Sperren werden in der Regel in der Firste in einer Höhe von über 2,6 Metern installiert. Es gibt fünf verschiedene Bauarten von Wassertrogsperren. Die Sperre besteht aus einem Tragrahmen oder einem Tragbalken, in dem die Wassertröge, je nach Bauart der Sperre, entweder eingehängt, aufgestellt oder teilweise eingehängt und teilweise aufgestellt werden.  Die gesamte Konstruktion, Tragrahmen/Tragbalken und Tröge, wird als Tragbühne bezeichnet. Die Wassertröge bestehen aus einem speziellen Kunststoff, sie sind oben offen und haben ein Fassungsvermögen von 80 Litern. Zur Abdeckung ist jeder Trog mit einem Deckel ausgestattet. Jeder Trog wird nach der Montage mit 80 Liter Wasser gefüllt. Da das Wasser in den Trögen nach einer gewissen Zeit verdunstet, müssen die Tröge regelmäßig wieder aufgefüllt werden. Um den Verlust durch Verdunsten zu verringern, wird anstelle von reinem Wasser auch eine Lösung aus Wasser und  Calciumchlorid verwendet. Damit die Tröge entleert werden können, ohne diese zu zerstören, besitzt jeder Trog am Boden eine Auslauföffnung, die durch ein Verschlussstück verschlossen wird.
Die Wassertrogsperre muss so konstruiert sein, dass pro Quadratmeter Streckenquerschnitt 200 Liter Wasser in der gesamten Sperre vorhanden sind. Außerdem muss eine Sperre eine Länge von mindestens 20 Metern haben. So konstruierte Sperren bezeichnet der Bergmann als "konzentrierte Sperren". Es gibt aber auch aufgeteilte Sperren, die nicht an einem Ort konzentriert sind, sondern im gesamten Grubengebäude verteilt sind. Die Tröge, die sich innerhalb einer aufgeteilten Sperre in einem Bereich von drei Metern befinden, werden als Troggruppe bezeichnet. Der Abstand zwischen den einzelnen Trogbühnen kann bei einer aufgeteilten Sperre bis zu 30 Meter betragen. Bei aufgeteilten Sperren ist die Wassermenge jeder Trogbühne abhängig von dem Streckenquerschnitt und dem Abstand zwischen zweier Trogbühnen. So muss pro Kubikmeter Rauminhalt des Streckenabschnittes mindestens ein Liter Wasser in der jeweiligen Sperre vorhanden sein. Neben den normalen Sperren gibt es noch als Bauart die Wassertrog-Schnellsperre. Solche Sperren werden bei Abdämmarbeiten unter Explosionsgefahr eingesetzt. Sie dienen dem Schutz der mit den Abdämmarbeiten beschäftigten Bergleute, um diese vor eventuell auftretenden Explosionen zu schützen. Wassertrog-Schnellsperren bestehen aus mindestens sechs übereinander angebrachten Wassertrogbühnen. Die Wassertrogbühnen werden am Streckenausbau befestigt. Pro Quadratmeter Streckenquerschnitt muss eine Wassertrog-Schnellsperre mindestens 60 Liter Wasser enthalten. Die verwendeten Wassertröge müssen mit mindestens 40 Liter Wasser gefüllt werden.

## Funktion
Die Sperre ist so konstruiert, dass die mit Wasser gefüllten Tröge durch die vorauseilende Druckwelle zerstört werden. Durch die Druckwelle wird zunächst der Trogdeckel abgehoben und an der Firste zerstört. Das in den Trögen befindliche Wasser wird nun herausgeschleudert. Danach zerbricht der Wassertrog in mehrere Teile und das Wasser verteilt sich nach oben. Zum Schluss platzt der Wassertrog komplett auseinander und das noch darin befindliche Wasser spritzt heraus. Das Wasser verteilt sich nun gleichmäßig im gesamten Streckenquerschnitt. Die so entstandene Wasserwand kühlt die Flammen und löscht sie gleichzeitig ab. Dadurch ist nun die Explosionsübertragung unterbrochen und eine weitere Explosion in Form einer Kohlenstaubexplosion kann nicht mehr erfolgen.